# Maxillaria furfuracea
Maxillaria furfuracea là một loài thực vật có hoa trong họ Lan. Loài này được Scheidw. mô tả khoa học đầu tiên năm 1844.